# Brestovac (gmina Knić)
Brestovac (cyr. Брестовац) – wieś w Serbii, w okręgu szumadijskim, w gminie Knić. W 2011 roku liczyła 182 mieszkańców.